# Teymur Quliyev
Teymur İmanqulu oğlu Quliyev (ur. 25 listopada 1888 w Cəbrayılu w guberni jelizawetpolskiej (obecnie okolice Gandży), zm. 18 listopada 1965) – radziecki i azerski polityk, przewodniczący Rady Komisarzy Ludowych/Rady Ministrów Azerbejdżańskiej SRR w latach 1937-1953 i ponownie w latach 1953-1954.
Od 1920 w RKP(b) i OGPU, 1934-1936 przewodniczący specjalnego kolegium Sądy Najwyższego Azerbejdżańskiej SRR, 1936-1937 przewodniczący Sądu Najwyższego tej republiki. Od 13 listopada 1937 przewodniczący Rady Komisarzy Ludowych (w 1946 przemianowanej na Radę Ministrów) Azerbejdżańskiej SRR; stanowisko to zajmował aż do 29 marca 1953. Od 21 marca 1939 do 5 października 1950 członek Centralnej Komisji Rewizyjnej WKP(b), od 14 października 1952 do 14 lutego 1956 członek KC KPZR. Od 29 marca do 13 sierpnia 1953 I zastępca przewodniczącego Rady Ministrów Azerbejdżańskiej SRR, następnie do 1 marca 1954 ponownie premier Azerbejdżańskiej SRR. Deputowany do Rady Najwyższej ZSRR 1 kadencji.

## Odznaczenia
- Order Lenina (trzykrotnie)
- Order Czerwonego Sztandaru Pracy
- Order Wojny Ojczyźnianej I klasy